# Patrick Bringer
Pour les articles homonymes, voir Bringer.
Patrick Bringer, né le 23 décembre 1975 au Puy-en-Velay, est un sportif français spécialiste de trail, médaillé de bronze aux championnats du monde 2011 et 2015 et champion de France 2015. Il a également pratiqué le triathlon.

## Biographie
Patrick Bringer commence le sport assez tardivement vers l'âge de 17 ans. Avant de pratiquer le trail, il pratique pendant 17 ans le triathlon et obtient quelques résultats significatifs sur des compétitions de niveau international et sur distance Ironman. Notamment en 2007, ou il prend la seconde place de l'Embrunman après deux troisièmes en 2003 et 2004 ou la médaille de bronze de l'Ironman France en 2007 et 2008.

## Palmarès en trail
En 2015, il remporte le championnat de France de trail long en devançant le champion de monde et vainqueur en titre de l'épreuve, Sylvain Court, qui finit 3e.

### Championnats de France de trail long
- 2015 : Vainqueur
- 2018 : Vice-champion de France

### Championnats du monde de trail
- 2011 : Vainqueur (par équipe)[4], 3e (Individuel)
- 2015 : 3e

### Autre
- 2014 : 1re de La SaintéLyon

## Palmarès en triathlon
Le tableau présente les résultats les plus significatifs (podium) obtenus sur le circuit international de triathlon depuis 2003.
| Année     | Compétition    | Pays              | Position           | Temps            |
| --------- | -------------- | ----------------- | ------------------ | ---------------- |
| 2008      | Ironman France | France            | Médaille de bronze | 8 h 45 min 15 s  |
| 2007      | Ironman France | France            | Médaille de bronze | 8 h 46 min 9 s   |
| Embrunman | France         | Médaille d'argent | 10 h 7 min 33 s    |                  |
| 2005      | Embrunman      | France            | Médaille de bronze | 10 h 15 min 51 s |
| 2003      | Embrunman      | France            | Médaille de bronze | 10 h 10 min 57 s |